# Noord (Aruba)

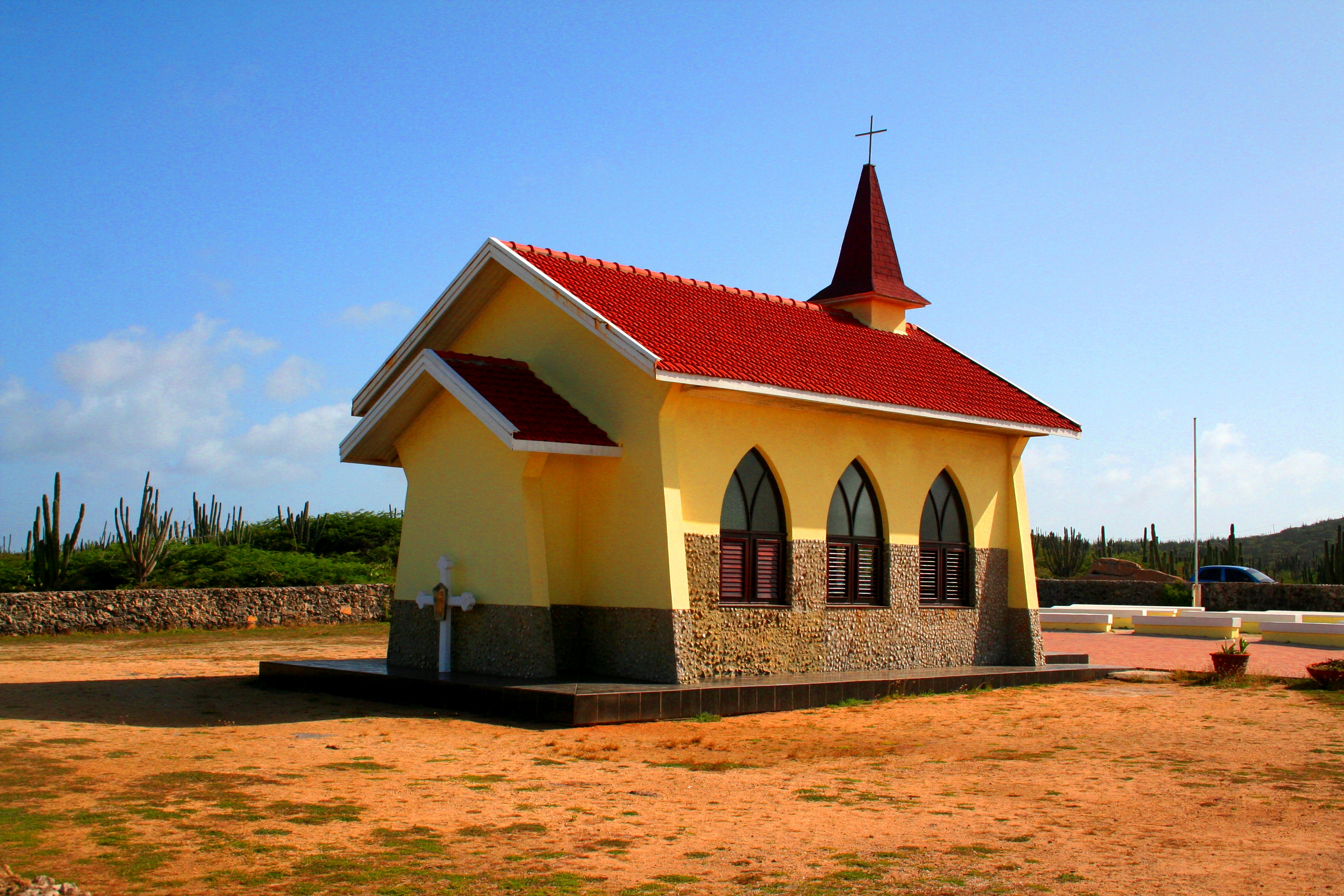
Katolskt kapell i Noord (Aruba).

Noord, stad i Aruba, tillhörande Konungariket Nederländerna. Noord är en del av en administrativ enhet. Antalet invånare var 21 495 (enligt folkräkningen år 2010).
Staden är känd för sina låga och höga hotellbyggnader. Den amerikanske baseballspelaren Sidney Ponson är ursprungligen från Noord.